# Francisco Becerra (arquitecto)
Francisco Becerra (Trujillo, Cáceres, 1545 – Lima, 1605) fue un arquitecto español que trabajó en la América española durante el siglo XVI.
La extraodinaria ambición y número de los programas constructivos, llevados a cabo en Indias durante el siglo XVI, fue uno de los motivos que decidieron a muchos arquitectos españoles a cruzar el Atlántico. Becerra fue uno de estos arquitectos, y quizá el más importante de los que trabajaron en América durante este siglo. Ceán lo califica como el mejor arquitecto que pasó a América en el buen tiempo de la arquitectura española.[cita requerida]
Inició su formación con su padre, Alonso Becerra Antes de su marcha hace algunas obras en la Península como la iglesia de Herguijuela y otras obras en su ciudad natal. 

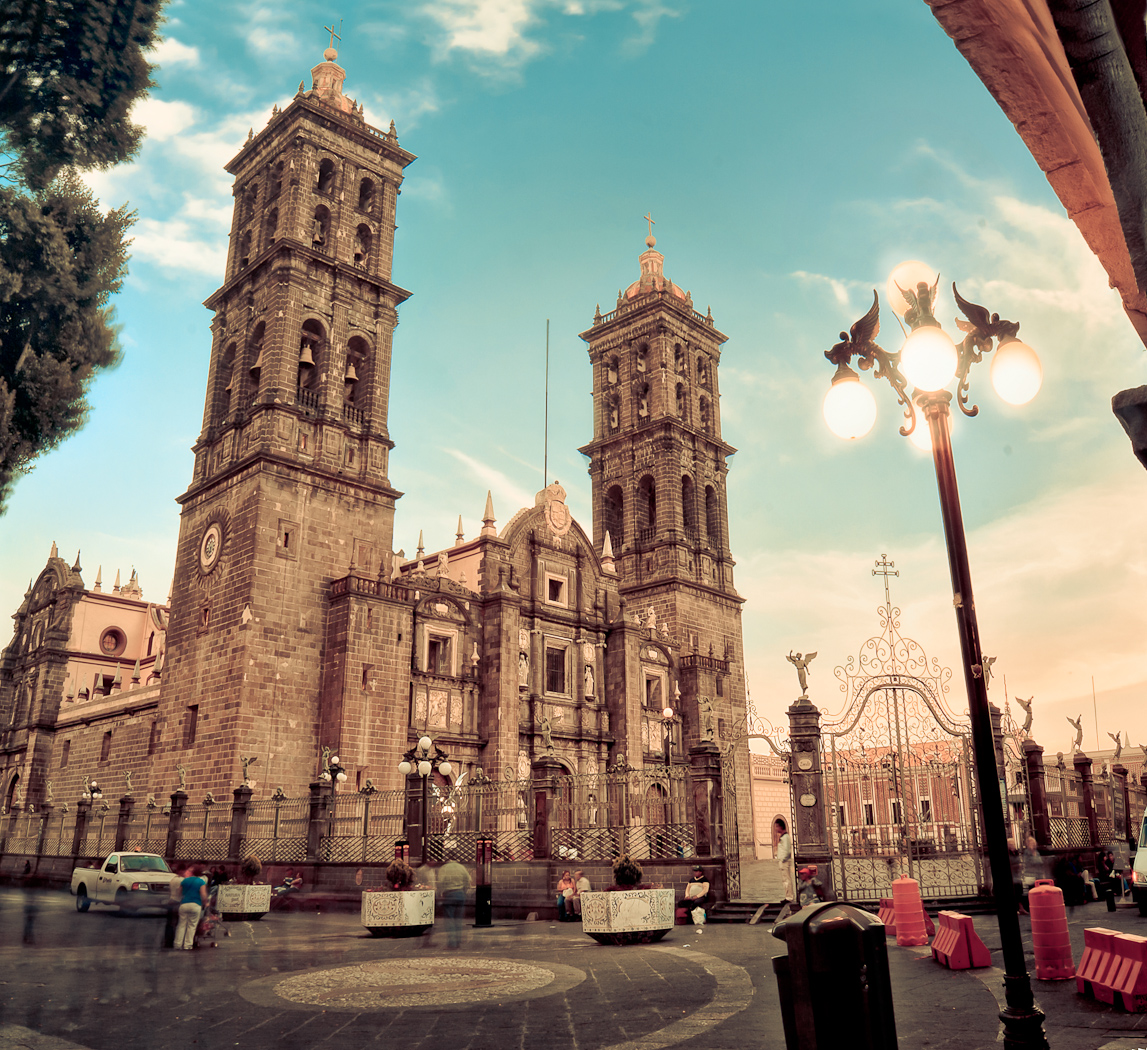
La catedral de Puebla, México, trazada por Becerra.

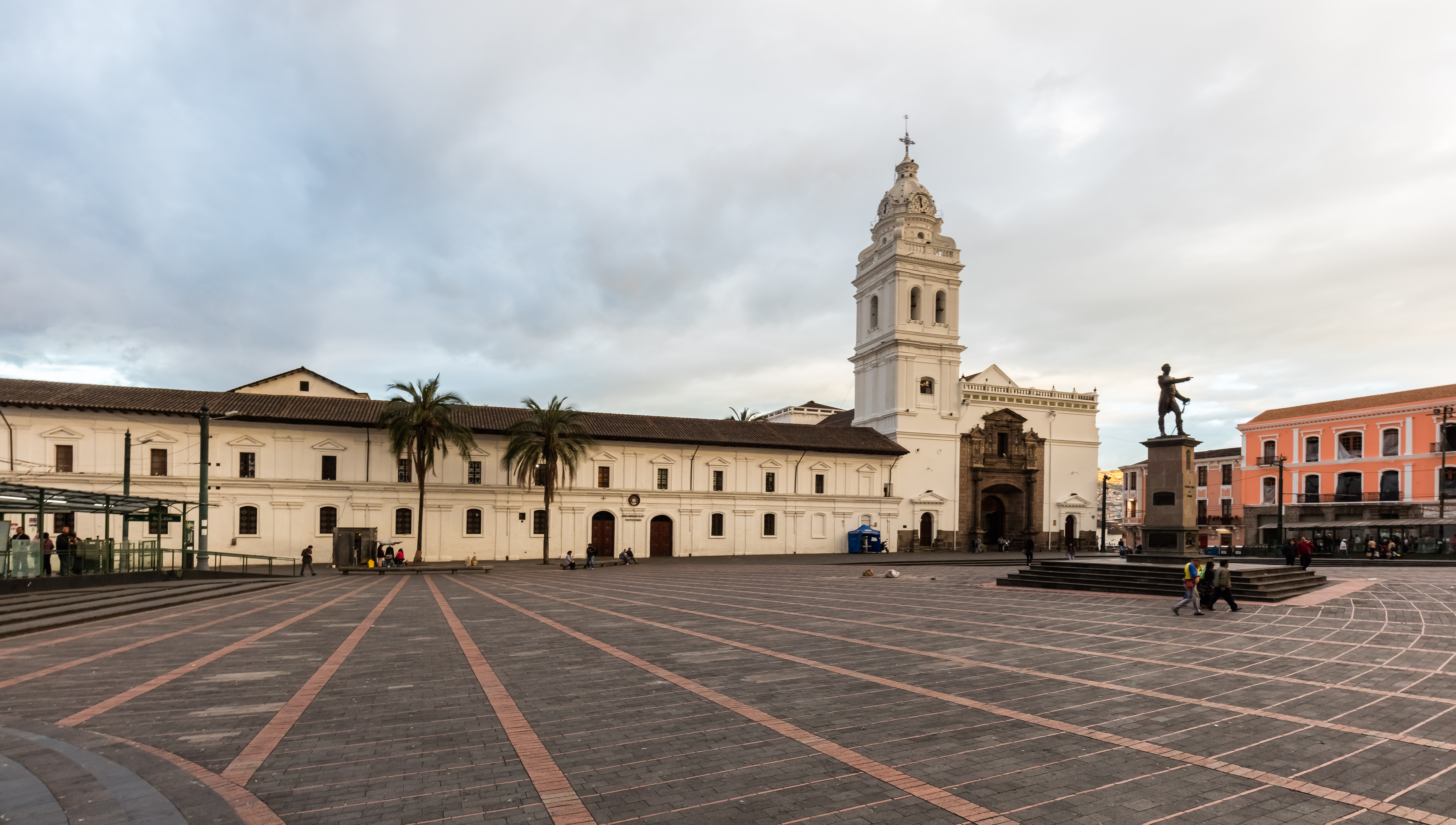
Iglesia De Santo Domingo en Quito, trazada por Francisco Becerra

En 1573 se encuentra en México al frente de las obras de la iglesia del convento de Santo Domingo. Dos años después está trabajando en la catedral de Puebla como maestro mayor. Un informe hecho por el arquitecto en 1584, al referirse a su labor en la catedral de Puebla dice que «la sacó de cimientos y fabricó y traçó de obra de muy buen edificio». Lo cual hace creer como suya la obra de la catedral. Por su semejanza con la de México y por esta afirmación rotunda se plantea el problema de la posible intervención de Becerra en la de México. Sin embargo, lo más lógico es suponer que en Puebla hizo una copia o réplica de la catedral de la capital (¿según quién?) Falta fuente. La labor del arquitecto se extiende a otros monumentos mexicanos antes de su traslado a América del Sur, en donde trabaja en Quito y Perú. 
El virrey del Perú D. Martín Enríquez de Almansa llama a Becerra, que aparece en Lima en 1582, con el fin de llevar a cabo la construcción de las catedrales de Lima y del Cuzco. Las trazas de la primera se deben, por datos documentales, a nuestro arquitecto, que introduce pilares cruciformes en la separación de las naves; en cuanto a la del Cuzco, si documentalmente no se puede atribuir a Becerra, su estructura es idéntica a la de Lima. De manera que o la trazó Becerra, o se imitó la de Lima prácticamente al pie de la letra.